# Ники Хилтън
Николай Оливия Хилтън, известна и като Ники Хилтън (на английски: Nicholai Olivia Hilton, Nicky Hilton), e актриса, манекенка и една от наследниците на семейство Хилтън. Тя е член на семейство Хилтън по рождение и член на семейство Ротшилд чрез брака си с Джеймс Ротшилд.

## Биография
Родена е в семейството на Кати и Ричард Хилтън. Има сестра, Парис Хилтън, както и двама братя – Барън Хилтън Втори и Конрад Хилтън Трети. Нейният прадядо – Конрад Никълсън Хилтън (на английски: Conrad Nicholson Hilton) е основателят на хотелската верига „Хилтън“. Родът на Ники Хилтън има далечни норвежки корени.